# Ай-Петрі СВ

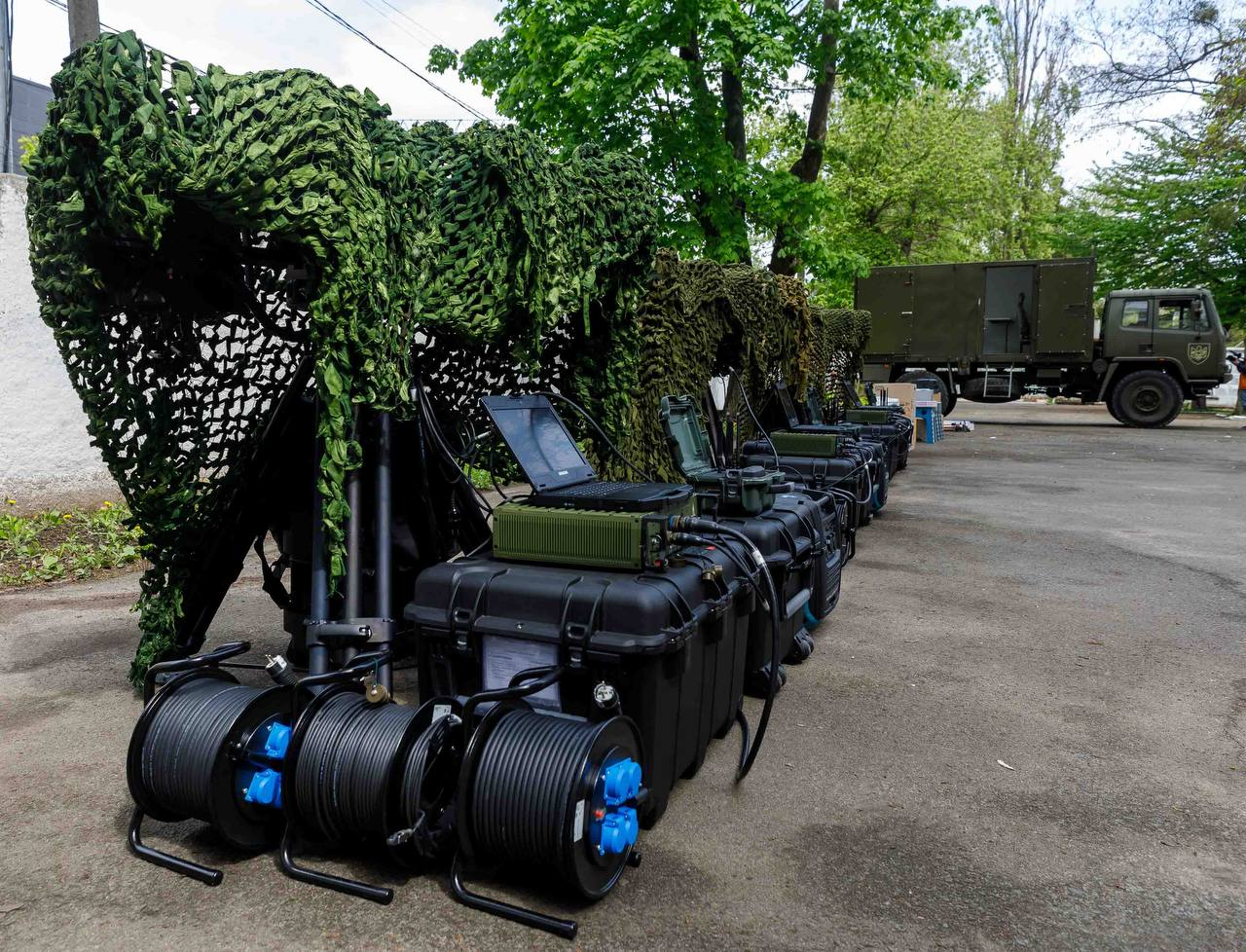
Комплекс кіберзахисту "Ай-Петрі СВ"

Ай-Петрі СВ — перспективний український комплекс протидії технічним засобам розвідки. Розроблений українською компанією, без фінансування з боку держави. Інвестиції в сумі близько 150 мільйонів гривень зробив Фонд Порошенка. Комплекс призначений для виявлення та придушення роботи безпілотних літальних апаратів (БПЛА).  

## Історія
Як повідомляє сайт «Мілітарний» з посиланням на слова Петра Порошенка, «дослідження і розробки цієї техніки велись давно», займалась системами РЕБ, починаючи з 2014, неназвана компанія оборонно-промислового комплексу України. В листопаді 2023 до проєкту створення комплексу зі своїми коштами у сумі понад 150 мільйонів гривень долучився Фонд Порошенка. Фінансові інвестиції та напружена співпраця українських інженерів та військових ЗСУ привела до створення комплексу «Ай-Петрі СВ» за менш ніж 5 місяців, хоча зазвичай така робота займає декілька років.
1 квітня 2024 року Петро Порошенко повідомив про передачу 5 комплексів РЕБ 18-му Центру протидії технічній розвідці для навчання екіпажів з наступним застосуванням під час російсько-української війни. При цьому один комплекс «Ай-Петрі СВ» вже проходить «бойове тестування», прикриваючи на Авдіївському напрямку два артилерійські дивізіони ЗСУ. Передаючи комплекси армії, Петро Порошенко зокрема сказав:

| На озброєнні ЗСУ з’являються новітні інструменти, які здатні захистити воїнів, захистити лінію фронту. І моя мета, щоб вся лінія фронту була прикрита унікальними комплексами РЕБ, радіолокаційних станцій, комплексами Антидрон, які дозволять захистити воїнів від російської навали... |

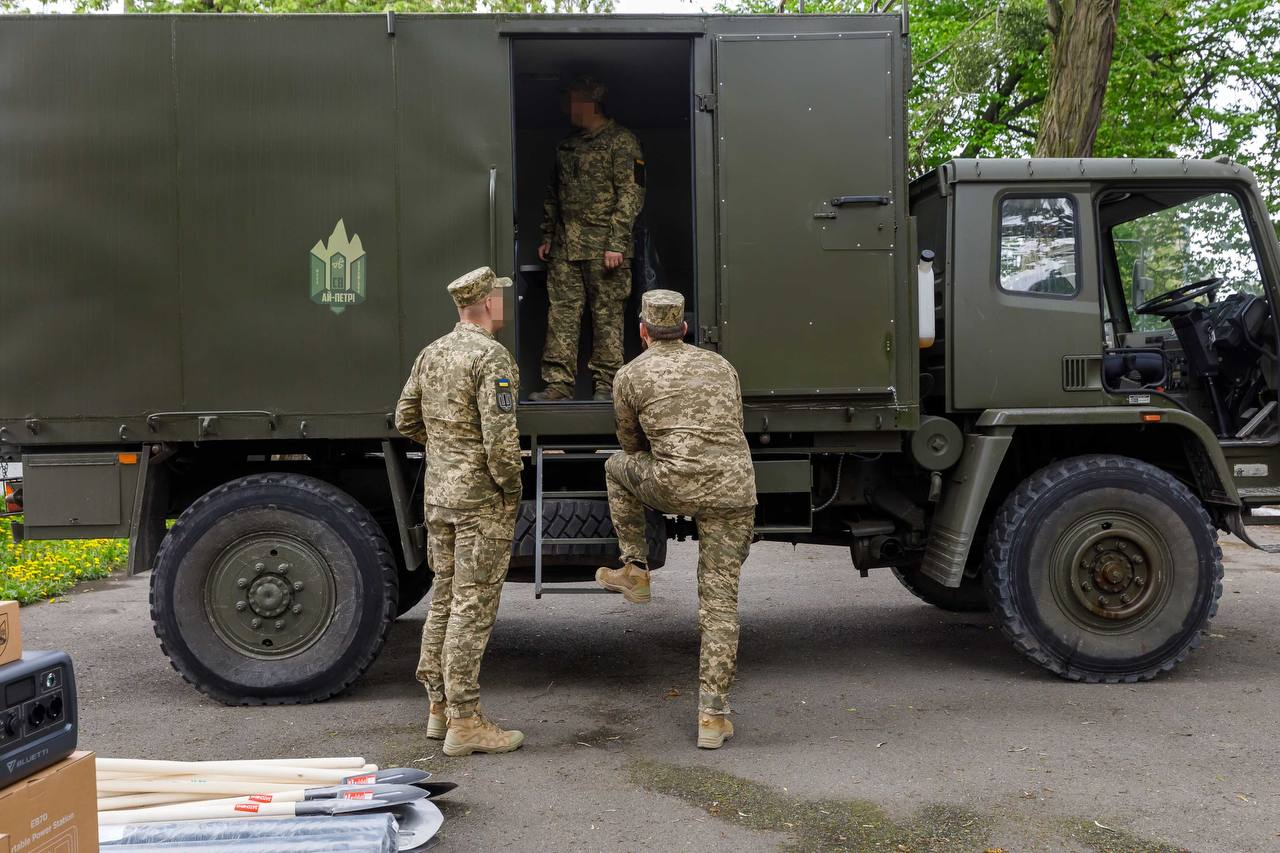
Комплекс управління «Ай-Петрі СВ»

16 квітня 2024 року пресслужба «Європейської Солідарності» повідомила про передачу Фондом Порошенка 5 комплексів «Ай-Петрі СВ» військовим ЗСУ. Комплекси укомплектовано пікапами, «Старлінками» та зарядними станціями для автономного живлення.
9 травня 2024 року пресслужба «Європейської Солідарності» повідомила про передачу ЗСУ наступних 5 комплексів «Ай-Петрі СВ». Як зазначив при передачі Петро Порошенко,

| Тут — п'ять нових комплексів, а загалом їх вже 18. Наше завдання як виробників довести це до 20 комплексів, які здатні перекривати сотні кілометрів фронту, забезпечити надійний захист наших артилеристів, піхотних підрозділів, командних пунктів тощо. |
В кінці червня 2024 року Петро Порошенко повідомив про присутність на фронті двох десятків комплексів РЕБ «Ай-Петрі СВ» та поділився відео з російським ударним дроном Ланцет, нейтралізованим таким комплексом.
На кінець вересня 2024 року повідомлено про передачу на фронт чотирьох десятків комплексів РЕБ «Ай-Петрі СВ», а фінансові вкладення в проект перевищили 200 мільйонів гривень.

## Назва
Коментуючи назву комплексу, Петро Порошенко сказав, що «тут є певна кримська складова» та висловив надію що він сприятиме звільненню Криму та в майбутньому буде розташований на горі Ай-Петрі.

## Опис
До складу комплексу «Ай-Петрі СВ» входять сучасна радіолокаційна станція, станція радіоелектронної боротьби, антидроновий пристрій. Комплекс має джерело автономного живлення та засоби захищеного зв'язку. Частину обладнання розміщено на пікапах, а командно-штабна машина — на шасі вантажного автомобіля.
За твердженням конструкторів комплексу він спроможний:
- нейтралізувати БПЛА типу Ланцет, Орлан, ZALA[3] шляхом придушення зв'язку між літальним апаратом та його оператором;
- виявляти позиції операторів ворожих БПЛА;
- дезорієнтувати ворожі FPV-дрони;
- перешкоджати роботі системи наведення КАБ.

## Тактико-технічні характеристики
За твердженням Петра Порошенка, комплекс РЕБ «Ай-Петрі СВ» здатний «придушити» російські БПЛА в радіусі 20 кілометрів.

## Оператори
- Україна[1][3]